# Yuri Landman
Yuri Landman (1973) er en musiker, instrumentbygger og tegneseriekunstner fra Holland.

## Biografi
Landman har bygget og designet instrumenter til musikere som Sonic Youth, dEUS, Melt-Banana, Rhys Chatham, Ex-Easter Island Head, Half Japanese, Einstürzende Neubauten, Kaki King og andre. I 2012 udgav Yuri Landman og Bart Hopkin bogen Nice Noise, som omhandler præparering af strenge instrumenter og extended technicques for guitar. Landman giver workshops på akademier og på musikfestivaler med instrumentbygning og -design som sit omdrejningspunkt.

## Diskografi

### Zoppo
- Chi pratica lo impare zoppicare lp (1998)
- Nontonnen promo 7" (1998)
- Double the fun splitt 7" (1999)
- Belgian Style Pop cd (1999)

### Avec Aisance
- Vivre dans l'aisance cd (2004)

### Yuri Landman Ensemble
- That's Right, Go Cats - Yuri Landman Ensemble & Jad Fair (2012)

### Bismuth
- Bismuth - s/t, (2014, Geertruida Records)

## Källor
1. ↑  Yuri Landman - Lambiek Comiclopedia
2. ↑  https://www.premierguitar.com/articles/23988-diy-thurston-moores-drone-guitar-project